# Magnetit
Magnetit là một khoáng vật sắt từ có công thức hóa học Fe3O4, một trong các oxide sắt và thuộc nhóm spinel. Tên theo IUPAC là iron (II,III) oxide và thường được viết là FeO·Fe2O3, được xem là tập hợp của wüstit (FeO) và hematit (Fe2O3). Công thức trên đề cập đến các trạng thái oxy hóa khác nhau của sắt trong cùng một cấu trúc chứ không phải trong dung dịch rắn. Nhiệt độ Curie của magnetit là 858 K.

## Tính chất
Magnetit là khoáng vật có từ tính mạnh nhất trong các khoáng vật xuất hiện trong thiên nhiên. Các mảnh magnetit bị từ hóa tự nhiên được gọi là lodestone sẽ hút các mẫu sắt nhỏ, và từ tính này cũng là cách mà người cổ đại khám phá ra tính chất từ học đầu tiên. Lodestone được sử dụng  trong các la bàn. Magnetit thường mang các dấu hiệu từ trong các đá và vì thế nó được xem như là một công cụ để nghiên cứu cổ từ, một khám phá khoa học quan trọng để hiểu được quá trình kiến tạo mảng và dữ liệu lịch sử cho từ thủy động lực học và các chuyên ngành khoa học khác. Các mối quan hệ giữa magnetit và các khoáng vật oxide giàu sắt khác như ilmenit, hematit, và ulvospinel cũng đã được nghiên cứu nhiều, cũng như các phản ứng phức tạp giữa các khoáng vật này và oxy ảnh hưởng như thế nào đến sự bảo tồn trường từ của Trái Đất.
Magnetit có vai trò quan trọng trong việc tìm hiểu các điều kiện môi trường hình thành đá. Magnetit phản ứng với oxy để tạo ra hematit, và cặp khoáng vật hình thành một vùng đệm có thể khống chế sự phá hủy của oxy. Các đá mácma thông thường chứa các hạt của 2 dung dịch rắn, một bên là giữa magnetit và ulvospinel còn một bên là giữa ilmenit và hematit. Các thành phần của các cặp đôi khoáng vật được sử dụng để tính sự oxy hóa diễn ra như thế nào trong macma (như sự phá hủy của oxy trong magma): một dải các điều kiện oxy hóa được tìm thấy trong mácma và trạng thái oxy hóa giúp xác định làm thế nào mácma có thể liên quan đến sự kết tinh phân đoạn.
Các hạt magnetit nhỏ có mặt trong hầu đết các đá mácma và các đá biến chất. Magnetit cũng được tìm thấy trong một số loại đá trầm tích như trong các thành hệ sắt dải. Trong một số đá mácma, các hạt giàu magnetit và ilmenit xuất hiện ở dạng kết tủa cùng nhau trong mácma. Magnetit cũng được sản xuất từ peridotit và dunit bằng phương pháp serpentin hóa.
Magnetit là nguồn quặng sắt có giá trị, nó hòa tan chậm trong acid clohiđric.

## Phân bố

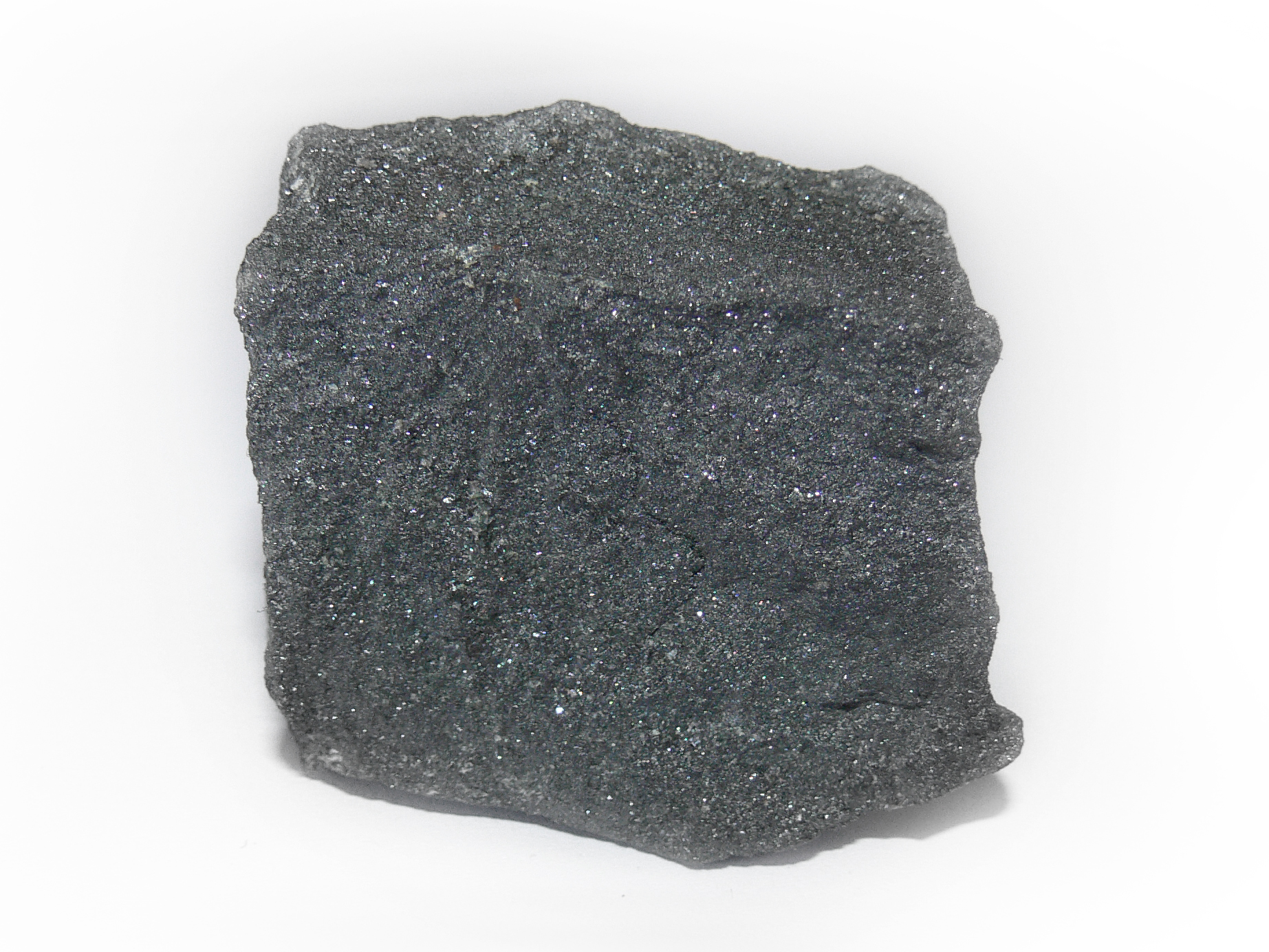
Mẫu có kiến trúc mịn, ~5cm

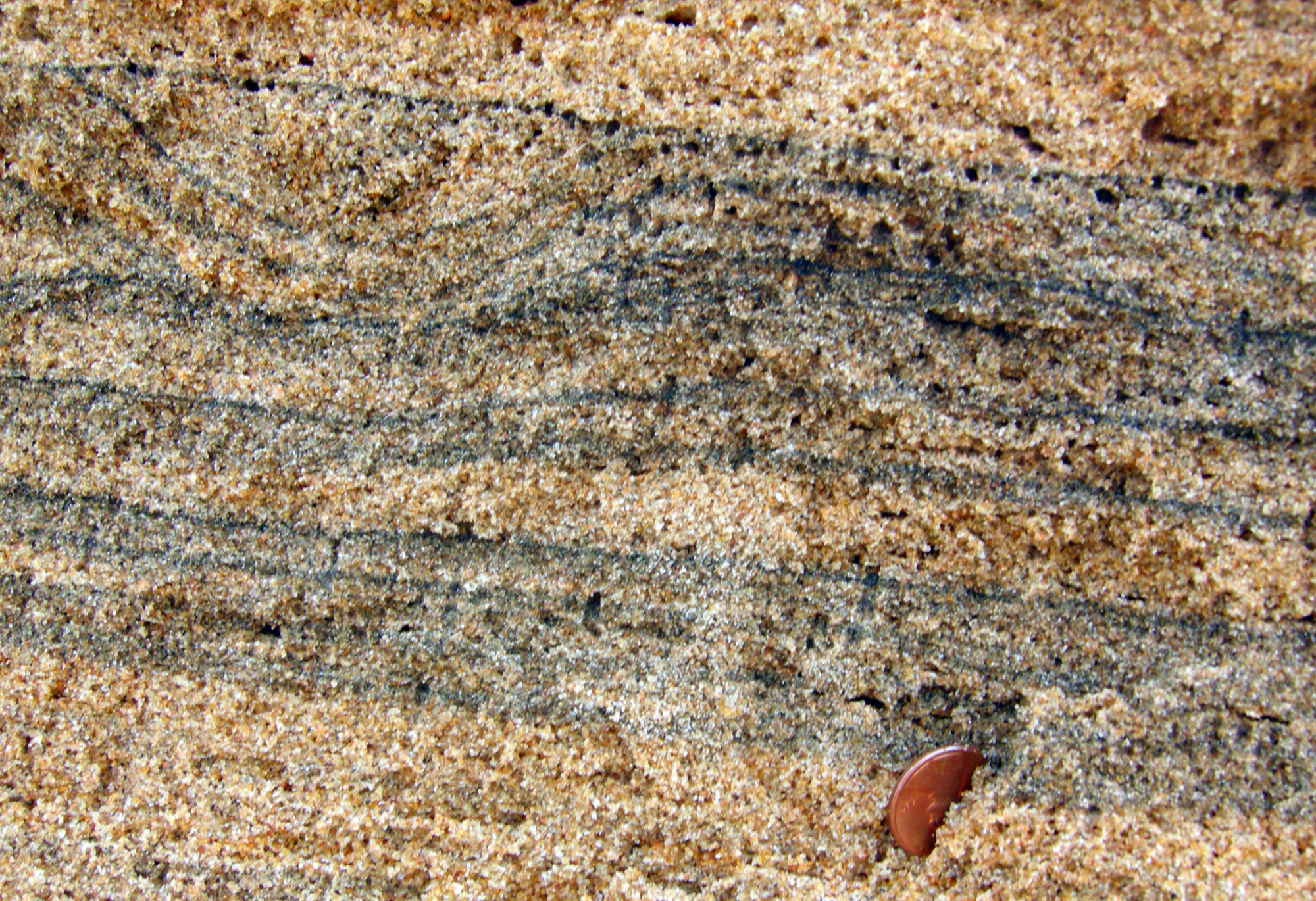
Magnetit và các khoáng vật nặng khác (màu tối) trong cát thạch anh ở bãi biển (Chennai, Ấn Độ).

Magnetit đôi khi được tìm thấy với số lượng lớn trong cát biển. Các loại cát đen (cát khoáng vật hoặc cát sắt) được tìm thấy ở nhiều nơi như California và bờ biển tây của New Zealand. Magnetit được mang đến các bãi biển thông qua các con sông mang các vật liệu xói mòn và chúng được tập trung nhờ tác động của sóng và các dòng chảy.
Các mỏ lớn được tìm thấy trong các thành hệ sắt dải. Các đá trầm tích này được dùng để suy ra hàm lượng oxy trong khí quyển Trái Đất lúc nó được lắng đọng.
Các mỏ magnetit lớn cũng được tìm thấy ở vùng Atacama của Chile, Kiruna, Thụy Điển, Pilbara, các khu vực trung tây và bắc Goldfields ở tây Úc, và trong khu vực Adirondack của New York ở Hoa Kỳ. Các mỏ cũng được tìm thấy ở Na Uy, Đức, Ý, Thụy Sĩ, Nam Phi, Ấn Độ, México, và Oregon, New Jersey, Pennsylvania, Bắc Carolina, Virginia, New Mexico, Utah, và Colorado ở Hoa Kỳ. Gần đây, vào tháng 6 năm 2005, công ty khai thác khoáng sản, Cardero Resources, đã phát hiện một mỏ cát chứa magnetit lớn ở dạng cồn cát ở Peru. Mỏ phủ trên diện tích 250 km2(100 sq mi), với cồn cán cao nhất nằm ở độ cao trên 2.000 m (6,560 ft) so với nền sa mạc. Cát chứa 10% magnetit.

## Xuất hiện trong sinh vật
Các tinh thể magnetit được tìm thấy trong một vài vi khuẩn (như Magnetospirillum magnetotacticum) và trong não của ong, của mối, cá, một vài loài chim (như bồ câu) và con người. Các tinh thể này được cho là liên quan đến sự cảm nhận từ, một khả năng để cảm nhận cực hoặc độ nghiêng của từ trường Trái Đất, và liên quan đến sự định hướng. Ốc song kinh có bộ răng làm bằng magnetit trên lưỡi gai của chúng làm cho chúng dễ phân biệt với các động vật khác. Điều này có nghĩa rằng bộ lưỡi của chúng có khả năng mài mòn để kiếm thức ăn trên đá.
Việc nghiên cứu từ sinh học bắt đầu với những khám phá của nhà cổ sinh vật học Caltech Heinz Lowenstam thập niên 1960.

## Tổng hợp
Magnetit có thể được chế trong phòng thí nghiêm ở dạng nước từ theo phương pháp Massart bằng cách trộn sắt(II) chloride và sắt(III) chloride trong hydroxide natri.
Magnetit cũng có thể được chế bởi sự đồng kết tủa, gồm một hỗn hợp dung dịch FeCl3·6H2O và FeCl2·4H2O 0,1 M với quay bằng động cơ với tốc độ khoảng 2000 vòng/phút. Tỷ lệ mol FeCl3:FeCl2 có thể là 2:1; nung dung dịch này ở 70 °C, và ngay sau đó nâng tốc độ quay lên 7500 vòng/phút và thêm nhanh dung dịch NH4OH (10% về thể tích), ngay lập tức sẽ hình thành kết tủa màu đen chứa các hạt magnetit kích thước nano.

## Ứng dụng làm chất hấp thụ
Bột magnetit loại bỏ As(III) và As(V) ra khỏi nước rất hiệu quả, và hiệu quả loại bỏ tăng lên ~200 lần khi chúng có kích thước từ 300 đến 12 nm. Nước uống nhiễm arsen (As) là một vấn nạn trên toàn thế giới, do đó ứng dụng magnetit với vai trò chất hấp thụ là một trong những giải pháp loại bỏ arsen trong nước.

## Trang sức

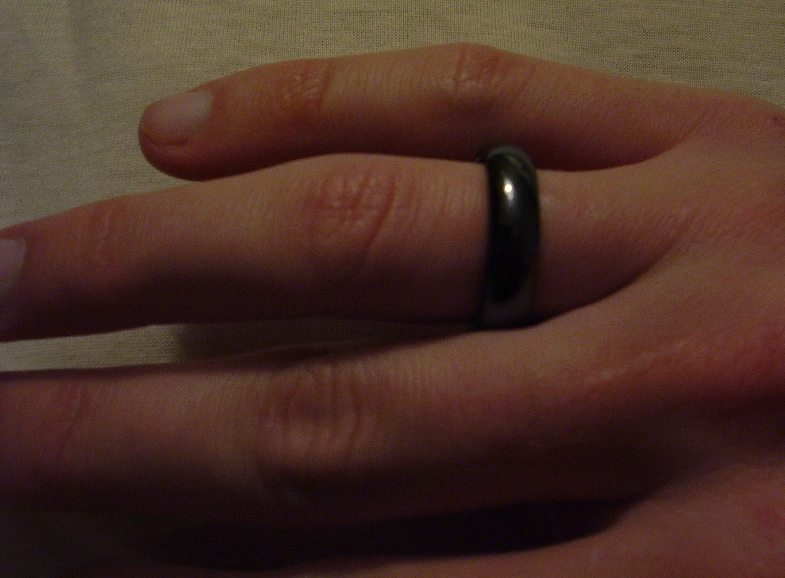
Nhẫn magnetit

Magnetit được dùng phổ biến ở dạng nguyên liệu thô trong các đồ trang sức của những chống lại giả khoa học về nam châm liệu pháp. Khi được đánh bóng và làm thành đồ trang sức, magnetit có màu tối, sáng bóng với bề mặt láng.